# Hartmut Hühnerbein

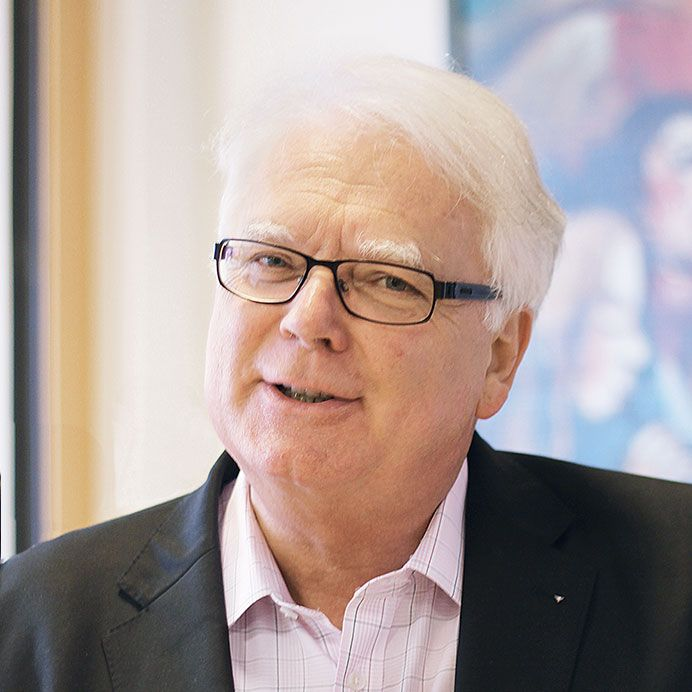
Hartmut Hühnerbein (2013)

Hartmut Hühnerbein (* 7. März 1949 in Hildesheim) ist ein deutscher Pfarrer, Autor und war bis März 2014 geschäftsführender Vorstand des Christlichen Jugenddorfwerk Deutschlands (CJD) e.V. Er ist Vorstandsvorsitzender der Stiftung für christliche Wertebildung.

## Leben
Nach der Ausbildung zum Speditionskaufmann studierte Hühnerbein zunächst Pädagogik an der Evangelischen Fachhochschule Rheinland-Westfalen-Lippe in Bochum/Düsseldorf und absolvierte anschließend ein theologisches Aufbaustudium, das er mit dem ersten und zweiten theologischen Staatsexamen abschloss.
Im Jahr 1977 wurde er zum Pastor der westfälischen Landeskirche ordiniert. Hühnerbein war kurzzeitig im Gemeindedienst in Bochum und in Dortmund. Er wurde Studienleiter am Sozialpädagogischen Institut Dortmund und Pädagogischer Direktor des CJD -Berufsbildungswerks Homburg/Saar. Von 1980 bis 1983 war er Pfarrer der Ev. Kirchengemeinde Versmold, zeitgleich leitete er die religionspädagogische Arbeitsstelle des CJD. 1983 wurde er Hauptreferatsleiter in der CJD-Zentrale, Ebersbach mit den Schwerpunkten Personal und Personalpolitik, Theologie und Religionspädagogik, Fort- und Weiterbildung, sowie der Außenvertretung des CJD. Im Jahr 2000 wurde er zum Sprecher der CJD-Geschäftsleitung und 2002 zum Sprecher des Geschäftsführenden Vorstandes des CJD berufen. Am 31. März 2014 beendete er seinen Dienst beim CJD, sein Nachfolger ist Matthias Dargel. Hühnerbein ist Vorstandsvorsitzender der Stiftung für christliche Wertebildung und Vorsitzender der Gesellschafterversammlung der WERTESTARTER* Christliche Wertebildung gGmbH.
Im Jahr 2016 hat ihm die Staatssekretärin im baden-württembergischen Kultusministerium Marion von Wartenberg im Auftrag des Bundespräsidenten das Bundesverdienstkreuz am Bande überreicht. Mit dieser Auszeichnung wurde vor allem sein großer Einsatz für die Jugend gewürdigt.
Hartmut Hühnerbein ist in zweiter Ehe mit seiner Frau Margarete verheiratet. Seine erste Frau Ursula starb 2005. Aus erster Ehe hat er drei Söhne.

## Ehrenamt
Hühnerbein gehörte vom Jahr 1999 bis Oktober 2015 dem Vorstand des CVJM-Gesamtverbandes an und war Mitglied im erweiterten Vorstand des Kongresses christlicher Führungskräfte (KcF). Von 2003 bis 2009 war er Mitglied in der Synode der Evangelischen Kirche Deutschlands (EKD)  und der Württembergisch Ev. Landessynode (2001–2007), dort war er Ausschussvorsitzender des Ausschusses für Kirche, Gesellschaft und Öffentlichkeit. In den Jahren 2000 bis 2016 war er Vorsitzender und Leiter des Kuratoriums der Jugendstiftung Baden-Württemberg. Hühnerbein war auch Vorsitzender der Arnold-Dannenmann-Stiftung.
Hühnerbein ist Mitglied der Generalversammlung des CJD, Mitglied im Stiftungsrat der CJD-Kinder und Jugendstiftung, Vorsitzender der Ursula-Hühnerbein-Stiftung, Mitglied des Kuratoriums von ProChrist und Vorstand der Stiftung für christliche Wertebildung, sowie Vorsitzender der Gesellschafterversammlung der Wertestarter* gGmbH.

## Publikationen
- als Hrsg.: Hirsauer Blätter, Christlich-pädagogische Schriftenreihe der CJD Arnold-Dannenmann-Akademie, ISSN 1434-5099. Themen u. a.: Familie in der Krise – Jugend auf der Straße; Christliche Werte in einer pluralistischen Welt; Gehirnforschung und Pädagogik; Respekt – Verhaltenskodex und christliche Überzeugung.
- Hartmut Hühnerbein, Andreas Dierssen: Nachgefragt… – Glauben wie komme ich dazu? Aussaat-Verlag, 2002, ISBN 3-7615-5169-X.
- Hartmut Hühnerbein, Andreas Dierssen: Einfach glauben. Hrsg.: Aussaat-Verlag. 2005, ISBN 3-7615-5413-3.
- Hartmut Hühnerbein, Andreas Dierssen: Fenster der Hoffnung – Licht und Luft für die Seele. Aussaat-Verlag, 2003, ISBN 3-7615-5240-8.
- Hartmut Hühnerbein, Jörg Möller: Keiner darf verloren gehen! – Das Leben des CJD Gründers Arnold Dannenmann. SCM Hänssler-Verlag, 2007, ISBN 978-3-7751-4507-7.
- Hartmut Hühnerbein: Jede Chance hat ihr Gesicht. Verlag Frank-Michael Rommert, 2008, ISBN 978-3-9804392-3-7.
- Hartmut Hühnerbein: Märchen der Brüder Grimm. Hrsg.: CJD e. V. 2012, ISBN 978-3-00-036399-3 (mit Bilderbogen von Gerhard Gollwitzer).
- diverse Fachaufsätze aus den Bereichen Pädagogik, Theologie und Organisation / Personalentwicklung

## Ehrungen und Auszeichnungen
- 2009 Verleihung des Goldenen Abzeichens des Weltbundes des YMCA
- 2014 Verleihung der Arnold-Dannenmann-Medaille
- 2014 Verleihung der George-Williams-Medaille
- 2014 Verleihung des Goldenen Kronenkreuzes der Diakonie Deutschland
- 2016 Verleihung des Bundesverdienstkreuzes am Bande